# ジョージア時間
ジョージア時間（ジョージアじかん、GET）は、南コーカサスのジョージア（グルジア）で使用されている標準時であり、同国内の全域で一つに統一されている。2004年6月27日に、UTC+4からUTC+3に変更され、2005年5月27日に再びUTC+4に戻された。なお、一般的にはジョージアの一部とみなされるアブハジアと南オセチアではモスクワ時間のUTC+3を使用している。
夏時間は採用していない。

## IANAのTime Zone Database
IANAのTime Zone Databaseには、ジョージアの標準時が1つ含まれている。
| 国コード | 座標        | 時間帯ID     | 注釈 | 協定世界時との差 | 夏時間 | 備考 |
| -------- | ----------- | ------------ | ---- | ---------------- | ------ | ---- |
| GE       | +4143+04449 | Asia/Tbilisi |      | +04:00           | +04:00 |      |